# ジェネシスヘルスケア
ジェネシスヘルスケア株式会社（英語: Genesis Healthcare Co.、略称GH）は、日本の東京都渋谷区に本社を置く、一般消費者向け遺伝子検査サービス国内最大手の企業。

## 概要
ヒトゲノムの解読完了が宣言された翌年の2004年3月1日、共同創業者のDavid Baranと佐藤 バラン 伊里により、前身となる日本ウェイトマネジメント社を創業。2006年に現在の社名に変更。
一般消費者向け遺伝子検査サービス「GeneLife®」にて遺伝子検査キット、新型コロナウイルスPCR検査キットを展開。また、研究者や医療関係者に高度な研究開発およびゲノム診断検査サービスとして「GenesisPro」、ゲノムビッグデータと生成AIを活用した革新的なライフサイエンスプラットフォーム「GenesisGaia®」を展開。
創立当初は学術研究や医療機関からの検査受託・遺伝子診断や医療機関向けの生活習慣病リスク判定遺伝子検査キットなどの開発・販売を中心としていが、事業を進める中で様々なニーズに合わせ、食物、植物、ヒトなどあらゆる分野の研究及び遺伝子解析、DNAの保管事業、予防目的の遺伝子解析から医療機関向けの診断検査、最先端技術を必要とする遺伝子治療の治験支援などに携わる総合遺伝子検査会社として事業を拡大し、2024年1月には累計解析数200万件を突破した。

## 沿革
- 2004年3月、共同創業者であるDavid Baranと佐藤 バラン 伊里にて前身となる日本ウェイトマネジメント社を設立
- 2004年9月、遺伝子治療研究・支援開始
- 2005年3月、医療機関・アカデミア向け受託解析開始
- 2008年6月、「GeneLife®」ブランド誕生
- 2010年9月、日本にて遺伝子治療の特許を取得
- 2011年3月、累計解析数10万件突破
- 2011年4月、ジェネシス遺伝学研究所設立
- 2011年8月、遺伝子治療・創薬の国際特許を取得
- 2012年2月、Web上で結果確認ができる個人向けキット「アルコール代謝関連遺伝子検査キット」販売開始
- 2012年5月、遺伝子を調べてリスクを判定する遺伝子検査キット「GeneLife®」シリーズ4種販売開始
- 2012年6月、累計解析数20万件突破
- 2012年6月、DNA BANKING キット販売開始
- 2012年7月、歯周病細菌定量検査開始
- 2012年12月、68の遺伝子を一度に検査できる遺伝学的検査キット「GeneLife® 2012」販売開始
- 2012年12月、医療機器製造業、第三種医療機器製造販売業許可取得
- 2013年4月、遺伝子検査キット「GeneLife®」にWeb上（パソコン・スマートフォン）での結果確認機能を追加
- 2013年6月、累計解析数30万件突破
- 2013年9月、オンラインで行う医療機関向けキットGIGR（Cancer / GWAS）サービス開始
- 2013年12月、ミトコンドリアDNAを調べて母方のルーツをたどる祖先遺伝子検査キット「GeneLife® Haplo」販売開始
- 2014年3月、設立10周年
- 2014年3月、203遺伝子・70項目を一度に調べる遺伝子検査キット「GeneLife® ZERO」販売開始
- 2014年5月、AGAのリスクを調べる「AR遺伝子検査キット」販売開始
- 2014年9月、1000以上の遺伝子・330項目を一度に調べる遺伝子検査キット「GeneLife® NEO」販売開始
- 2014年10月、75項目の性格・行動・特徴に関する遺伝子を検査する遺伝子検査キット「GeneLife® Myself」販売開始
- 2014年10月、医療社団法人創世会ジェネシスメディカルクリニック六本木（現医療法人社団創世会臨床検査科恵比寿）と提携
- 2015年6月、累計解析数40万件突破
- 2015年3月、「遺伝子の?を！に」業界初！遺伝子特化型ニュース配信メディア「Geno(ジーノ)」をリリース[2]
- 2015年7月、三井物産株式会社・Founders Fund (en:Founders_Fund) を引受先とする約6億2000万円の第三者割当増資を実施[3]
- 2015年7月、日本を代表する漫画家、手塚治虫さんのベレー帽に残っていた遺髪から遺伝子を解析する「手塚治虫遺伝子解析プロジェクト」発表[4][5]
- 2015年7月、360項目を一度に調べる遺伝子検査キット「GeneLife® Genesis」販売開始
- 2015年7月、キットパッケージリニューアル 業界初全国地上波CM放映
- 2015年8月、医療機関向けにBRCA1/BRCA2家族性乳がん遺伝子検査を開始
- 2015年8月、創立11周年記念「手塚治虫遺伝子解析プロジェクト」ベレー帽に残された遺髪解析最新結果を8月27日一般公開[5][6]
- 2015年11月、アジア諸国（香港、シンガポール、台湾、マレーシア、インドネシア、フィリピン、タイ、ベトナム）の8ヶ国の一般消費者に向けに「GeneLife® Genesis」（英語版）販売開始[7]
- 2015年11月、性格・行動・体質・特徴の傾向を判定する自己分析遺伝子検査キットをリニューアルし新たに「GeneLife® Myself2.0」として販売開始[8]
- 2016年6月、「GeneLife®」が個人遺伝情報取扱協議会（CPIGI）が消費者向け遺伝子検査サービスを行う企業・団体の事業を対象にした認定制度「CPIGI認定」を取得
- 2016年8月、医療検査会社最大手KingMed DIAGNOSTICS社との業務提携[9]
- 2016年9月、日本アイ・ビー・エム株式会社とIBMのコグニティブ技術を活用した遺伝子分野の協業プロジェクトを開始[10]
- 2016年10月、累計解析数50万件突破
- 2016年10月、株式会社保険見直し本舗と婦人科系疾患、（乳がんを含む）早期受診推進を目的とした、世界規模の啓発キャンペーン「ピンクリボン月間」に合わせ、遺伝子解析サービスを提供を行うプロジェクトを開始[11]
- 2017年4月、ジェネシスヘルスケア株式会社とジェネシス遺伝学研究所を統合
- 2017年4月、米国の食品遺伝子解析会社Clear Labs, Inc.と技術提携し、世界最大200万品目の食品遺伝子検査サービスを国内で開始[12]
- 2017年8月、楽天株式会社を引受先とする約14億円の第三者割当増資を実施[13]
- 2017年9月、楽天株式会社三木谷浩史会長兼社長が社外取締役に就任[13]
- 2017年9月、約1,400遺伝子約360項目を一度に調べる「GeneLife® Genesis2.0」販売開始
- 2017年10月、遺伝子検査の会員サービス「GeneLife® Premium」販売開始
- 2017年11月、日本人類遺伝学会第62回大会において唾液検体での家族性乳がん・卵巣がんのBRCA1/BRCA2遺伝子検査方法について発表[14]
- 2018年2月、楽天株式会社及びオムロンヘルスケア株式会社を引受先とする16.5億円の第三者割当増資を実施[15]
- 2018年4月、東北楽天ゴールデンイーグルスとオフィシャルスポンサー契約を締結[16]
- 2018年4月、楽天株式会社と遺伝子データ分析を通じたマーケティングの共同研究として楽天株式会社が「楽天技術研究所 遺伝子ラボ」を新設し、個々のユーザーに適したソリューション開発に向けた共同研究を開始[17]
- 2018年5月、5月5日（土）こどもの日に東北楽天ゴールデンイーグルスの本拠地 楽天生命パーク宮城で冠協賛デー「遺伝子検査のGeneLife®（ジーンライフ）・デー」を開催[18]
- 2018年5月、日本最大級のファッション＆音楽イベント「Rakuten　GirlsAward 2018 SPRING/SUMMER」イベントに出展[19]
- 2018年5月、ネスレ日本株式会社と提携し、遺伝子検査キット「GeneLife®」シリーズから、「Genesis2.0」「肥満遺伝子検査」「肌老化関連遺伝子検査」「スポーツ関連遺伝子検査」の4つの検査キットを取り入れた「ネスレ ウェルネス アンバサダー」の新サービスをスタート[20]
- 2018年6月、累計解析数60万件突破
- 2018年6月、2018年度のTVCMキャラクターにニューヨーク・ヤンキースのエース、田中将大投手（通称マー君）を起用し、2018年6月8日（金）より全国でTVCMの放送を開始[21]
- 2018年7月、スポーツ関連遺伝子検査キットの楽天イーグルスバージョンを発売[22]
- 2018年10月、日本人類遺伝学会第63回大会にてランチョンセミナーを共催[23]
- 2018年10月、日本およびアジアの希少難治性疾患の罹患者1,000人分の全ゲノム配列情報をデータベース化するプロジェクト「Genesis Asia 1000」を2018年11月から開始[24]
- 2018年10月、遺伝学研究所に新シーケンスセンターを設置。処理速度が速く、多くの検体数を同時処理できるハイスループットの次世代シーケンサー（NGS）(en:Massive parallel sequencing) を導入[25]
- 2018年10月、全ゲノムシーケンス (en:Whole genome sequencing)サービスを開始
- 2018年11月、アラブ首長国連邦のアブダビで行われたエネルギー関連のカンファレンスとして世界最大級のアブダビ国際石油展示会議（ADIPEC=Abu Dhabi International Petroleum Exhibition and Conference）に、ジャパンパビリオン（Japan Pavilion）の一員として遺伝子に関連する基礎知識や、当社が一般消費者や研究機関向けに行う遺伝子解析事業についてパネルや製品を出展[26]
- 2018年12月、ジェネシスヘルスケアが販売する皮膚常在菌遺伝子定量検査キットとキリンが医療機関を通じて販売するプラズマ乳酸菌を使用したサプリメントとの販売において販売提携[27]
- 2019年1月、第38回アルコール医学生物学研究会学術集会にて東海大学名誉教授の松崎松平先生の特別セミナー「急がれるアルコール医学研究のパラダイムシフト」を共催[28]
- 2019年3月、設立15周年
- 2019年3月、累計解析数70万件突破
- 2019年4月、アンドレス・イニエスタがGeneLife®のブランドアンバサダー、及びスポーツコンサルタントに就任[29]
- 2019年4月、一般社団法人日本抗加齢医学会と学会に所属する医師、歯科医師、および国家資格を有する医療従事者らが自ら全ゲノム解析を受ける「アンチエイジング全ゲノム解析」臨床研究プロジェクトに関して提携。ジェネシスヘルスケア株式会社が全ゲノム解析を行い、一般社団法人日本抗加齢医学会が加齢度の生理データおよび病歴・食事・運動習慣などの加齢調査票を組み合わせて解析することで、 アンチエイジングと関連する遺伝子群を探索。また全ゲノム解析に加えて、遺伝子修飾 （エピゲノム）による日本人の遺伝子年齢時計も作成。[30]
- 2019年4月、遺伝情報のマーケットプレイス「GenesisGaia®」サービス開始[31]
- 2019年6月、自己分析遺伝子検査キット「GeneLife® Myself」に関して「遺伝子多型データを用いたパーソナリティ表示方法及びシステム」の特許を取得（登録第6530954号）[32]
- 2019年7月、遺伝子データとAIに基づいたウェルネスモバイルアプリケーション「GeneLife® 3.0」をアジアでリリース[33]
- 2019年8月、アジア最大級の通信会社であるシンガポール・テレコム（Singtel）が会員向けのウェルネスプラットフォーム「Singtel StepUp」を開始すると7月に発表したのに合わせて、プログラムパートナーとしてSingtelの新たなウェルネスプラットフォームに参画[34]
- 2019年10月、遺伝子データとAIに基づいたウェルネスモバイルアプリケーション「GeneLife® 3.0」が2019年度グッドデザイン賞[35]を受賞
- 2019年11月、累計解析数80万件突破
- 2020年1月、プライバシーマーク取得
- 2020年4月、遺伝子検査サービスご利用会員様向けに限定で新型コロナウィルスPCR検査キットの販売の提供を開始。
- 2020年4月、回収、不活化、保存をワンステップで輸送、ラボ内のリスクを低減しRNA抽出を容易にするVirus RNA Collection Kitを開発[36]
- 2020年4月、代表取締役兼共同創業者の佐藤 バラン 伊里が2020年4月28日付で代表取締役を辞任[37]
- 2020年4月、暫定代表取締役として社外取締役であるMatthew J. Burlageを選任[37]
- 2020年4月、楽天株式会社三木谷浩史会長兼社長が2020年4月30日付で社外取締役を辞任[38]
- 2020年5月、取締役会長に株式会社シーズ・ホールディングス名誉会長兼上級相談役の城野親德を選任[39]
- 2020年5月、社外取締役として、楽天株式会社常務執行役員インベストメントカンパニープレジデントの高澤廣志を選任[39]
- 2020年6月、日本初の不活化・安定化溶液を使った三種類のウイルスRNA採取キットの取扱を開始[40]
- 2020年7月、代表取締役のMatthew J. Burlageが社外取締役に異動
- 2020年7月、代表取締役に千葉大学予防医学センター教授の関根章博を選任[41]
- 2020年9月、社外取締役として、株式会社シーズ・ホールディングス前代表取締役社長で、株式会社シーズ・ラボ代表取締役社長の石原 智美を選任
- 2020年10月、SARS-CoV-2 (COVID-19)のリアルタイムPCR検査における偽陰性の発生割合、原因の特定及び減らす検査方法を発表[42]
- 2020年12月、累計解析数90万件突破
- 2021年1月、代表取締役の関根章博が2021年1月26日付で代表取締役を辞任し、代表取締役に取締役兼共同創業者のDavid Baranを選任[43]
- 2021年3月、新型コロナ検査サービスの高精度解析手法が国際感染症学会誌に掲載[44]
- 2021年3月、順天堂大学大学院医学研究科遺伝病先端情報学科とY染色体におけるモザイク喪失に関して、唾液から得られる遺伝子データの有用性を特定し、血液由来の遺伝子データと比較する共同研究を実施[45]
- 2021年4月、ドラッグストアのマツモトキヨシグループにて「COVID-19 PCR 新型コロナウイルス検査キット（日本＋国際水準）」、「COVID-19 PCR 新型コロナウイルス検査キット（日本基準）」の取り扱い店舗を拡大
- 2021年5月、累計解析数100万件突破[46]
- 2021年11月、社外取締役として、WisdomTree Investments, Inc. (en)のシニア・アドバイザー及びマネックスグループ株式会社専⾨役員でエコノミストのJesper Kollを選任
- 2022年2月、「COVID-19 PCR 新型コロナウイルス検査キット（日本＋国際水準）」、オミクロン株の配列同定、感知を確認[47]
- 2022年2月、ラボラトリー部門であるジェネシス遺伝学研究所が米国CAP：米国病理医協会（CAP：College of American Pathologists）から遺伝子診断の分野で認定を取得[48]
- 2022年3月、祖先遺伝子検査サービスアップグレード版「GeneLife® Haplo2.0」販売開始[49]
- 2022年3月、東京都PCR等検査無料化事業へ参加[50]
- 2022年8月、日本初一般向け全ゲノムシーケンシング遺伝子検査「GeneLife WGS®」販売開始[51]
- 2022年8月、日本電信電話株式会社と資本業務提携締結[52]
- 2022年9月、「2022年度 アルコール・薬物依存関連学会合同学術大会」においてランチョンセミナーを共催[53]
- 2022年10月、社外取締役として、日本電信電話株式会社の松﨑 憲を選任
- 2023年3月、新型コロナとインフルエンザが同時検査できる、「新型コロナウイルス＆A型/B型インフルエンザPCR検査キット」を発売開始[54]
- 2023年4月、株式会社マツキヨココカラ＆カンパニーのプライベートブランドとして、店舗と自社ECサイトを融合したシームレスなパーソナライズD2Cブランド「MQURE（エムキュア）」を、株式会社マツキヨココカラ＆カンパニー、ネイチャーラボグループの合同会社セルラボ、ジェネシスヘルスケア株式会社の3社で共同開発し、販売開始[55]
- 2023年4月、祖先遺伝子検査サービスの大幅バージョンアップ版「GeneLife® Haplo3.0」販売開始[56]
- 2023年6月、NTTライフサイエンス株式会社の遺伝子検査サービスGenovision®におけるSNP解析を受託[57][58]
- 2023年7月、NTTグループのメディカル企業である新医療リアルワールドデータ研究機構株式会社（PRiME-R）、データサイエンスに用いられるデータディスカバリーおよびデータセット構築のマーケットリーダーであるXeBRaL社と協力し、ゲノムビッグデータと生成AIを活用した革新的なライフサイエンスプラットフォーム「GenesisGaia®」をリリース[59]
- 2023年10月、シンガポールでD2Cビジネスを再開し、アジア人向け祖先遺伝子検査サービス「GeneLife® Haplo 3.0」の販売を開始[60]
- 2024年1月、累計解析数200万件突破[61]
- 2024年2月、GenesisGaia®の新機能として、スキンケア及び化粧品研究開発に特化したゲノムデータプラットフォームGenesisGaia Beautyをリリース[62]
- 2024年3月、GenesisGaia®のGenesisGaia Compass機能内ツールとして、日本人口におけるハプログループと疾患の関連性を見ることができるGenesisGaia Haploをリリース[63]
- 2024年3月、累計解析数250万件突破[64]
- 2024年4月、一般消費者向け遺伝子検査サービスのサブスクリプションモデルとして、GeneLife® CONNECTをリリース[65]
- 2024年7月、GeneLife®のブランドアンバサダーにナマケモノのKODAMAちゃんを起用[66]
- 2024年9月、GeneLife® Haplo3.0とGeneLife® Haplo CONNECTを含む、アジア人向けの祖先検査サービスに親戚マッチングサービスの新機能を導入[67]
- 2024年9月、GeneLife® Genesis CONNECT、GeneLife® Haplo CONNECTに続いて、全ゲノムシーケンシング遺伝子検査のサブスクリプションサービスであるGeneLife® WGS CONNECTをリリース[68]
- 2024年12月、GeneLife® Genesis CONNECTおよびGeneLife®WGS CONNECTより遺伝因子と環境因子を統合した、心筋梗塞、脳卒中、2型糖尿病、高血圧、慢性腎臓病の5つのライフスタイル関連疾患の予測モデル「GeneAI Forecast」をリリース[69]
- 2025年1月、代表取締役のDavid Baranが取締役兼会長（非業務執行）に異動[70]
- 2025年1月、代表取締役に最高イノベーション責任者（Chief Innovation Officer）であるMichel Mommejat（ミシェル・モメジャ）を選任[70]
- 2025年3月、AIを活用したDDMプラットフォームの開発・提供を行うSOPHiA GENETICS (en:SOPHiA GENETICS)と業務提携[71]
- 2025年4月、DNA DAY® 2025を記念し、遺伝的要因とライフスタイルの双方からAIベースで個別に病気の発症リスクを予測する日本初のAIパーソナライズ予防ツールGeneAI Forecastと、日本初の遺伝子結果に基づくチャットボット型食事サポート機能DIET CHATが利用可能なGeneLife Diet CONNECTをリリース[72]

## 役員
- 取締役名誉会長 - 城野 親德※
- 取締役会長 - David Baran※
- 取締役副会長 - 佐藤 バラン 伊里
- 代表取締役 - Michel Mommejat
- 取締役
  - 山田 義介
  - 柴田 一彦※
  - 石原 智美※
  - Jesper Koll※
  - 松﨑 憲※
- 監査役（非常勤）
  - 高祖 大樹
  - 青山 慶二

※非業務執行取締役

## 拠点
- 本社：東京都渋谷区恵比寿四丁目20番3号 恵比寿ガーデンプレイスタワー26階
- 遺伝学研究所：東京都渋谷区恵比寿四丁目20番3号 恵比寿ガーデンプレイスタワー26階

## 事業
- 一般消費者向け遺伝子検査サービス (GeneLife®)
- 研究開発・遺伝子診断サービス(GenesisPro)
- ゲノムデータプラットフォーム(GenesisGaia®)

## 製品・サービス
一般消費者向け遺伝子検査サービス (GeneLife®)
１）全ゲノム解析遺伝子検査
1. 全ゲノムシーケンシング遺伝検査キット
  - GeneLife WGS®
  - GeneLife® WGS CONNECT

２）遺伝子検査キット
1. 総合遺伝子検査キット
  - GeneLife® Genesis2.0 Plus
  - GeneLife® Genesis CONNECT
2. 祖先遺伝子検査キット
  - GeneLife® Haplo3.0
  - GeneLife® Haplo CONNECT
3. 肥満遺伝子検査キット
  - GeneLife® DIET
  - GeneLife Diet CONNECT
4. 自己分析遺伝子検査キット GeneLife® Myself2.0
5. 肌老化関連遺伝子検査キット GeneLife® SKIN
6. スポーツ関連遺伝子検査キット GeneLife® SPORTS
7. メタボ関連遺伝子検査キット GeneLife® METABO
8. 皮膚常在菌遺伝子定量検査用試料採取キット GeneLife® SKIN MICROBIOME (販売停止中)

３）新型コロナPCR検査キット
1. 新型コロナウイルスPCR検査キット(日本基準)　GeneLife® COVID-19 PCR
2. 新型コロナウイルス＆A型/B型インフルエンザPCR検査キット　GeneLife® COVID-19 & Influenza PCR

４）GeneLife EXP
- 概要：Haplo3.0、Genesis2.0plus、Myself2.0のいずれかの検査が完了した方が、商品通常価格の1/3の金額で検査結果を追加して閲覧できるGeneLifeアプリ用の拡張サービス
- 対象の遺伝子検査キット：総合遺伝子検査キット(GeneLife® Genesis2.0 Plus)、祖先遺伝子検査キット(GeneLife® Myself2.0)、自己分析遺伝子検査キット(GeneLife® Myself2.0)

５）GeneAI Forecast
- 概要：遺伝的要因とライフスタイルの双方からAIベースで個別に病気の発症リスクを予測するAIパーソナライズ予防ツール
- 対象疾患：脳卒中、心筋梗塞、2型糖尿病、肺がん、胃がん、大腸がんなど
- 対象サービス：GeneLife® Genesis CONNECTおよびGeneLife® WGS CONNECTの各サブスクリプションプラン

６）GeneLink™︎
- 概要：遺伝子検査結果を活用して、同じような体質・傾向を持つ仲間とつながれる新しい遺伝子コミュニティサービス
- 対象者：GeneLife®の遺伝子検査を受けた方限定

７）DIET CHAT
- 概要：遺伝子結果に基づくチャットボット型食事サポート機能。ユーザーの遺伝情報を活用し、体質に合った食事提案や体重管理、ライフスタイル改善アドバイスを提供。
- 対象者：GeneLife® DIET CONNECT遺伝子検査を受けた方限定

研究開発・遺伝子診断サービス(GenesisPro)
１）検査サービス
- NGSシーケンスサービス

- ジェノタイピングサービス
- SNP ジェノタイピング解析 (リアルタイムPCR)
- 薬物反応試験 (PGx)
- BRCA1/BRCA2その他ターゲットシーケンス

２）診断用検査機器&医療用消耗品
- 唾液DNA採取キット

- 唾液RNA採取キット

ゲノムデータプラットフォーム(GenesisGaia®)
１）GenesisGaia Match
- 概要：医薬品開発業務受託機関向けゲノムデータプラットフォーム
- 機能：サンプル対象者に連絡可能であり、研究などの候補者選定
- 遺伝子データ数：主に東アジア人から形成される40万人
- データセット範囲：疾患リスク、年齢、性別、健康状態など

２）GenesisGaia Explorer
- 概要：ライフサイエンスR&D部門向けゲノムデータプラットフォーム
- 機能：遺伝子データをピックアップし、プラットフォーム上の様々な可視化ツールを用いた膨大な研究データの整理
- 遺伝子データ数：複数のオープンソースデータベースから抽出された3,100万件、他
- データセット範囲：遺伝子、変異体、タンパク質、化合物、および関連文献データとジェネシスヘルスケアのデータセット

３）GenesisGaia Compass
- 概要：ゲノムワイド関連研究（GWAS）向けゲノムデータプラットフォーム
- 機能：ジェネシスヘルスケアの特許取得済みの予測モデルによる様々な疾患に関する新しい洞察
- 遺伝子データ数：主に東アジア人から形成される40万人

４）GenesisGaia Atlas
- 概要：フルカスタマイズ向けゲノムデータプラットフォーム
- 機能：顧客データベースの取り込みや結合、顧客指定の公開データベースの導入、ニーズに合わせたシステムや接続環境のセットアップなど
- 遺伝子データ数：主に東アジア人から形成される40万人

５）GenesisGaia Beauty
- 概要：スキンケア及び化粧品研究開発に特化したゲノムデータプラットフォーム
- 機能：化粧品成分・遺伝子・相関関係を絞り込むためのフィルタリング機能、関連するサポート文献の確認機能
- 遺伝子データ数：34万件以上に及ぶマイクロアレイベースのゲノムデータ
- データセット範囲　　　　　　　　　　　　　　　　　　　　　　　　　　　　　　　　　　　　　　　　　　　　　　　　　　　　　①スキンケア：皮膚の老化、色素沈着、しわ、そばかす、または斑点の形成、UVや抗酸化物質の影響、アトピー性皮膚炎など　　　　②ヘアケア：髪の形態、円形脱毛症、男性型脱毛症など

６）GenesisGaia Haplo
- 概要：匿名化された日本人集団のゲノムデータセットを利用した、GenesisGaia Compassの機能
- 機能：ジェネシスヘルスケアのデータを元に日本人口におけるハプログループと特定の疾患との関係性の確認機能
- 遺伝子データ数：匿名化された日本人集団のゲノムデータセット

## 許認可等
- 衛生検査所（遺伝子関連・染色体検査）
- 医療機器製造業
- 第三種医療機器製造販売業
- 体外診断用医薬品製造業
- 体外診断用医薬品製造販売業
- 医薬品卸売販売業
- 電気通信事業

## 認証
- 遺伝情報適正取扱認定マスター　認定番号：201606080(04)
- 米国CAP（米国病理医協会 CAP：College of American Pathologists）認定

## エクセレンス認証
- 2016年、日本のP&Gからパートナー・オブ・ザ・イヤーを受賞
- 2019年、遺伝学を活用したウェルネスモバイルアプリケーション「GeneLife® 3.0」が、権威あるグッドデザイン賞を受賞
- 2020年、ゴールデングローブ・タイガー・アワードのビジネス・イノベーション・アワードを受賞
- 2023年、GeneLife®のモバイル・アプリに6,500以上の項目に関する情報と遠隔サービスを統合した全ゲノム検査に関するサービスが評価され、HealthTech Applicationとしてグッドデザイン賞を受賞

## 加盟団体
- 一般社団法人遺伝情報取扱協会（AGI）
- 一般財団法人バイオインダストリー協会

## 政策関連
- 2023年〜、ゲノム医療推進法[73]に基づく基本計画の検討に係るワーキンググループ[74][75][76]

## ジェネシスヘルスケア関連の疑惑等

### 佐藤バラン伊里の経歴詐称疑惑
2006年、佐藤の「米国の心臓外科医」「21歳で米コーネル大学の医学部と政治学部を卒業した」との経歴に詐称疑惑が浮上し、2007年に佐藤は代表を辞任した。2014年に佐藤は代表に再就任した。
2020年4月に疑惑が再燃し、David Baranは会長を、佐藤は代表を辞任した。佐藤は同年４月から顧問として、同年８月には取締役副会長として職務を継続している。

### 新型コロナウイルス感染症のPCR検査キット
新型コロナウイルス感染症のPCR検査キットを開発し（厚生労働省と相談し連絡を取りながら製品開発したとされる）、2020年4月20日から出資元の楽天と共同で販売を開始した。
本キットは検査を希望する本人が綿棒で鼻から検体を採取した後、容器に入れてジェネシスヘルスケアに提出するものである。新型コロナウイルスに特徴的な遺伝子配列を増幅させて検出されるか調べるPCR検査の手法を用い、3日以内で結果がわかるという。ただし、陰性か陽性かを判断するものではなく、新型コロナウイルスの遺伝子配列が検出されたか否かが示される。また、検査試料はウィルスが不活化されているため、集配の際の感染リスクはないとされている。
日本医師会常任理事の釜萢敏は「検体の採取が不適切なら、結果は信用できない。周囲に感染が拡大する危険もある。対策をとれるのか」と批判的な見解を述べている。 また、国立国際医療研究センターの感染症専門医である忽那賢志はBuzzFeed Japanの取材に対して「非医療従事者が適切に検体を取れるのか」という問題があると指摘し、「PCR検査が神格化されているように思いますが、偽陽性や偽陰性が起こり得るものであり、完璧な検査ではありません」と述べている。
また、楽天代表取締役会長兼社長であり、ジェネシスヘルスケアの社外取締役でもある三木谷浩史は、4月22日に「日本復活計画」と題した発表を政府の会議で行った。この中で三木谷は「オールジャパンで一刻も早く全国民のセルフPCR検査(無料)を実行するべき」とし、アメリカ食品医薬品局（FDA）が4月20日に在宅での自己採取PCR検査キットの使用を承認したことを引用している。これに対し、免疫学を専門とする医師の峰宗太郎は「三木谷氏がプレゼンで引用しているニューヨーク・タイムズ紙で取り上げられている自己採取式のPCR検査キットはFDAのEUA（Emergency Use Authorizations）という緊急承認を得ているもの」とした上で「医師の判断で指示があった場合に購入可能であり、医療従事者と地域も限定されて販売」されているものであり、楽天・ジェネシスヘルスケアが販売しているものとは異なると述べている。また、アメリカでも同様に複数の会社が無認可のキットを販売しており、それらの会社の多くがキットの販売を停止していると指摘し、「アメリカでいえばこの無認可の自宅検査キット（unauthorized home kits）に相当するものであり、どこの審査も受けていないという意味で非常に危うく、問題が起こる可能性もあります」と批判した。
科学雑誌のニュートンなどに寄稿しているサイエンスライターの島田祥輔は、ジェネシスヘルスケアによる遺伝子解析サービスの技術力や研究への意欲は高いと評した一方で、病気の診断を行っている企業ではないと指摘した。その上で、検査キットの発売を提案したのが楽天側かジェネシスヘルスケア側かはわからないものの、PCR検査の難易度を知っているはずのジェネシスヘルスケア側が中止を提言すべきものであったと批判している。
2020年4月28日に創業者で代表取締役の佐藤バラン伊里の経歴詐称疑惑が報じられ、同日の取締役会で佐藤が辞任したことを受け、楽天は4月30日、ジェネシスヘルスケアの新しい経営体制やコンプライアンス体制を精査するため、販売を見合わせることを発表した。
ジェネシスヘルスケア社は夕刊フジの取材に対し、佐藤の辞任は経歴詐称疑惑の報道とは関係ないと否定し、「もともとPCR検査キットは医療従事者への提供が主な目的だった。楽天側の働きかけでターゲットを法人向けに範囲を広げたが、結果的にそれが混乱を招いてしまった。今回の辞任は混乱を招いたことが理由になる」 と答えている（しかし、同年４月には顧問、８月には取締役副会長として職務を継続している）。
2020年6月8日に新型コロナウイルス感染症のPCR検査を再開。唾液検体郵送を用いた検査を行うとしている。